# Hoz de Barbastro
Hoz de Barbastro (en aragonés Oz de Balbastro) es una localidad española perteneciente al municipio de Hoz y Costean, en el Somontano de Barbastro, Provincia de Huesca, Aragón. Su nombre proviene del latín vulgar fox, focis (en latín clásico faux, faucis), que significa garganta, desfiladero.

## Geografía

### Localización
A 704 m sobre el nivel del mar. Situado cerca del barranco de la Salina sobre un pequeño montículo, donde las casas de Hoz de Barbastro se sitúan en sendas laderas, enfrente una de otra, y con una pronunciada diferencia de altura entre un extremo y el otro.
Este municipio se encuentra a unos 15 km de Barbastro, a unos 66 km de Huesca Y a unos 140 km de Zaragoza

### Descripción del lugar
El conjunto poblacional representa un ejemplo de arquitectura popular adaptándose al terreno irregular sobre el que se asienta. El uso de la mampostería para construir las casas crea un paisaje urbano de tonalidades rosas. Los colores se alternan en las fachadas y se distinguen los edificios más antiguos, realizados con los materiales del entorno, de los más modernos que utilizan elementos similares a los de cualquier otra latitud.

### Cómo llegar
- Accediendo por la carretera A-2208 desde Barbastro a Naval
- Accediendo por la A-2209, desde El Grado y Coscojuela de Fantova

### Localidades cercanas
Cerca de esta localidad se encuentran otras localidades cercanas como: Naval, El Grado, Salas Altas, Barbastro, Buera etc.

## Historia
Este lugar fue conquistado por el rey Sancho Ramírez en el año 1094, el mismo año que conquistó Naval, Salinas de Hoz, y Artasona.
En el año 1462 juan II de Aragón le concede a Martin Doz, su montero mayor (enlace roto disponible en Internet Archive; véase el historial, la primera versión y la última)., la Baronía de Hoz ( Hoz de Barbastro, Salinas de Hoz y la Questre ).
1970–1980 se fusionan Hoz de Barbastro y Costeán, quedando la capitalidad en Hoz de Barbastro.

## Demografía
| Gráfica de evolución demográfica de Hoz de Barbastro entre 1842 y 1970 |
| |
| Población de derecho según los censos de población del INE Población de hecho según los censos de población del INEEntre el censo de 1857 y el anterior, crece el término del municipio porque incorpora a Guardia y Montesa Entre el censo de 1970 y el anterior, crece el término del municipio porque incorpora a Salinas de Hoz Entre el censo de 1981 y el anterior, este municipio desaparece porque se agrupa en el municipio Hoz y Costean |

## Monumentos

### Fuente de Santa Ana
La fuente responde a los esquemas tradicionales de este tipo de obra en el Somontano, utilizados desde el siglo XVI hasta tiempos recientes. El maestro cantero Bernat Reygot (enlace roto disponible en Internet Archive; véase el historial, la primera versión y la última)., en 1562, recibió del Concejo de Hoz el encargo de construir la mencionada fuente, su abrevadero y el lavadero.

### Iglesia dedicada a Santa María Magdalena
fue construida entre los siglos XVI y XVII sobre los restos de un castillo o fortaleza medieval, de la que se aprovechó un paño de pared que se integró en el muro de cabecera. No se conservan ningún otro resto de esta fortificación.

#### Arquitectura
En su arquitectura confluyen diversas tendencias estilísticas: elementos constructivos góticos en las bóvedas de crucería, renacentistas en la cúpula con casetones sobre el crucero, y mudéjares en la decoración de yeserías de los arcos. Destaca su portada decorada con motivos renacentistas. Los restos de unos arcos góticos en el interior de la torre . La confluencia de elementos constructivos góticos, renacentistas y mudéjares, hace de este templo un auténtico resumen visual de las tendencias estilísticas, en plena renovación en la década de 1620. Hubo también trabajos de ampliación en el siglo XVIII.

### Cruz dedicada a San Pedro Mártir
El día 29 de abril los habitantes de la localidad de Hoz de Barbastro, hacen una romería donde se encuentra dicha cruz.Hacen una misa, y tras esa celebración se bendice los campos y se come torta con chocolate

## Sitios de interés

### El mirador
Situado al lado de la iglesia parroquial de Santa María Magdalena se accede por unas escaleras que nos llevan a la conocida "placeta de las brujas o bruxas (enlace roto disponible en Internet Archive; véase el historial, la primera versión y la última).". Desde ese lugar se pueden apreciar unas panorámicas de la comarca y varios picos del pirineo aragonés

## Cultura
En Hoz existe la asociación cultural "la Paloma" que durante el año organiza actos culturales para los habitantes de dicha localidad

## Fiestas
- Las fiestas de Hoz de Barbastro son el día 16 de julio, en honor de la Virgen del Carmen
- El día 22 de julio, en honor de Santa María Magdalena.
- El 17 de enero se celebra San Antonio Abad
- El día 29 de abril se celebra San Pedro Mártir, con romería a la cruz de San Pedro y Bendición de los campos.